# 艾力克·約翰·薩奇
艾力克·約翰·薩奇，（英語：Alec John Such.，1951年11月14日—2022年6月5日），是一位退休的美國音樂家，曾是樂隊邦喬飛的貝斯手。
1994年他從《超越十年精選輯》發布後不久被開除。剩下的樂隊成員一致聲明，他們不會正式取代薩奇，他已經被內定改為休·麥唐納。由於麥唐納的是非正式狀態，不會出現在專輯封面和宣傳照，除了1999年的單曲〈現實生活〉（Real Life）。
自從被邦喬飛解僱後，他也成功的經手了一些紐澤西的樂團，同時還在紐約市擁有一家摩托車店。
2001年的狂野一夜巡演中，薩奇在7月28日紐澤西州東盧瑟福的場次中登台演出，是離開邦喬飛後的唯一一次。
2018年搖滾名人堂演唱會再次與邦喬飛同台演出
2022年6月5日因心臟病發而去世，享壽70歲

## 唱片

### 邦喬飛樂隊
錄音室專輯
- Bon Jovi (1984)
- 7800° Fahrenheit（英语：7800° Fahrenheit） (1985)
- 難以捉摸 (1986)
- 新澤西 (邦喬飛專輯) (1988)
- Keep the Faith（英语：Keep the Faith） (1992)

精選輯
- Cross Road (1994)